# Ix-Xgħajra
Ix-Xgħajra (engelska: Xgħajra) är en ort och kommun i republiken Malta. Den ligger på ön Malta i den östra delen av landet, 3 kilometer sydost om huvudstaden Valletta.  Arean är 1,0 kvadratkilometer.